# Give Me the Keys (And I'll Drive You Crazy)
«Give Me the Keys (And I'll Drive You Crazy)» es una canción de Huey Lewis and the News, lanzada en enero de 1989 como el tercer sencillo del álbum Small World. Alcanzó el puesto número 47 en el Billboard Hot 100 de Estados Unidos.
«Give Me the Keys» fue el primer sencillo de Huey Lewis and the News en no llegar al Top 40 del Hot 100 desde «Workin' for a Livin'» en 1982, poniendo fin a una serie de 13 éxitos consecutivos en el Top 40 de la banda.

## Posicionamiento en listas
| Lista (1989)                       | Máxima posición |
| ---------------------------------- | --------------- |
| Estados Unidos (Billboard Hot 100) | 47              |